# Haris Brkić
Haris Brkić (Sarajevo, 24. jul 1974 — Beograd, 15. decembar 2000) bio je srpski košarkaš. Igrao je na pozicijima beka i krila. Ubijen je posle treninga, ispred Hale Pionir od strane pljačkaša u dvadeset i sedmoj godini života. 

## Karijera
Rodio u Sarajevu 24. jula 1974. godine. Odrastao je u mešovitom braku, sa ocem Ismetom i majkom Radmilom. Košarkom je počeo da se bavi u sarajevskoj Bosni sa deset godina. U Partizan je došao 1992. godine. Posle pozajmice čačanskom Borcu, od sezone 1993/1994. nastupao je za prvi tim Partizana.
U narednih šest sezona sa velikim uspehom igrao je za Partizan, sa kojim je osvojio tri titule prvaka države i tri nacionalna Kupa. U sezoni 1997/98, sa „crno-belima“ je nastupao na Fajnal foru Evropske lige u Barseloni.
Sa mladom reprezentacijom Jugoslavije osvojio je bronzanu medalju na Evropskom prvenstvu u Turskoj 1996. godine, a bio je i povremeni član seniorskog državnog tima.
U sezoni 1999/00. igrao je u podgoričkoj Budućnosti, sa kojom je osvojio još jednu titulu prvaka Jugoslavije, a krajem 2000. ponovo se vratio u Partizan. Posle povratka odigrao je pre smrti još tri zvanične utakmice u „crno-belom“ dresu.

## Smrt
Dana 12. decembra 2000. nepoznati napadač je pucao u Harisa Brkića na parkingu ispred beogradske dvorane „Pionir” (danas Hala Aleksandar Nikolić). Brkić je ustreljen oko 21 čas s dva hica iz malokalibarskog pištolja u glavu. Jedan metak je pogodio nesrećnog košarkaša u predelu jagodične kosti, a drugi ispod oka. Počinilac zločina pobegao je u nepoznatom pravcu. Slučajni prolaznik zatekao je nepomično Brkićevo telo pored njegovog automobila i obavestio ljude iz Partizana koji su još bili u dvorani. Brkić je prevezen u Urgentni centar, a potom je i operisan na Neurohirurgiji. Posle operacije bio je u komi sve do ranog jutra 15. decembra 2000, kada je njegovo srce prestalo da kuca. Nije se ženio i nije imao decu.  dan-danas nije poznato ko je ubio Harisa Brkića.
Decembra 2021. godine, bliski saradnik vođe Zemunskoga klana Dušana Spasojevića je izjavio da su Brkića ubili Mirko B. i Čeda Č. jer ih je Brkić uhvatio kako mu kradu automobil „golf tri”. Iza pokušaja krađe, potom i ubistva stojao je crnogorski kriminalac Vuk Bošković kome je navodno Brkić dugovao novac.

## Nasleđe
U znak sećanja na Harisa Brkića, klubovi za koje je nastupao, Bosna, Borac, Partizan i Budućnost svakog leta organizuju Memorijalni turnir. 
Jedna ulica u beogradskom naselju Rakovica, kao u selu Jasenak, opština Obrenovac danas nose njegovo ime.

## Statistika
U istoriji KK Partizan upisan je kao deseti igrač na večnoj listi po broju odigranih utakmica (293), a osmi na listi strelaca sa 3.709 postignutih poena. Na listi najboljih strelaca crno-belih u evropskim kupovima, Brkić zauzima peto mesto sa 951 poenom.

## Spoljašnje veze
- Roditelji Harisa Brkića - intervju („Alo“, 10. decembar 2012)
- Poslednji susret sa Harisom („Mondo“, 15. decembar 2013)